# ئی‌ام‌دی ئی۵
ئی‌ام‌دی ئی۵ (انگلیسی: EMD E5) یک لوکوموتیو دیزلی ساخت شرکت جنرال موتورز الکترو-موتیو دیویژن بوده است.
این لوکوموتیو که مابین سال‌های ۱۹۴۰ تا ۱۹۴۱ تولید می‌شده دارای ۱۲ سیلندر و ۲۰۰۰ اسب بخار توان خروجی بوده است.